# Sibbaldia unguiculata
Sibbaldia unguiculata är en rosväxtart som beskrevs av Rajput och Syeda. Sibbaldia unguiculata ingår i släktet dvärgfingerörter, och familjen rosväxter. Inga underarter finns listade i Catalogue of Life.